# Antonín Adamovský
Antonín Adamovský (24. dubna 1857 Horní Lhota – 13. června 1938 Načeradec) byl československý politik a meziválečný poslanec a senátor Národního shromáždění.

## Biografie
Vystudoval obecnou školu a tří třídy reálné školy. Pak se na přání rodičů vyučil řezníkem. Po dobu sedmi let pracoval jako řeznický tovaryš ve Vídni. Absolvoval vojenskou službu, sloužil v hodnosti četaře u dělostřelectva. Po vojně se vrátil do Načeradce, kde převzal rodinný statek a provozoval i hostinskou živnost. Od roku 1886 hospodařil na svém statku. Zapojil se do veřejného života. Podporoval družstevnictví, zakládání rolnických hospodářských spolků a podporoval nové zemědělské technologie. Publikoval v regionálním tisku. Byl ředitelem občanské záložny, dlouholetým náčelníkem sboru dobrovolných hasičů a členem okresní školní rady. Zasedal v obecním zastupitelstvu. Byl náměstkem starosty v Načeradci.
V parlamentních volbách v roce 1920 získal za Československou stranu lidovou mandát v Národním shromáždění. Podle údajů k roku 1920 byl profesí rolníkem ve Načeradci. V parlamentních volbách v roce 1925 získal senátorské křeslo v Národním shromáždění. Senátorem byl do roku 1929.
Zemřel v červnu 1938.